# Willem von Hombracht
Willem von Hombracht (* 3. Mai 1960 in San Francisco) ist ein amerikanischer Jazzmusiker (Kontrabass).

## Wirken
Hombracht spielte zunächst E-Bass, seit 1983 Kontrabass. Von 1984 bis 1988 studierte er am Konservatorium Arnheim in den Niederlanden. Von 1990 bis 1992 nahm er Privatunterricht bei Buell Neidlinger und Charlie Haden.
1995 zog Hombracht nach St. Louis, wo er sich bald als Mitglied der lokalen Musikszene etablierte. Er ist der Leiter des St. Louis New Jazz X-tet, einer Gruppe, deren Größe zwischen vier und sieben Mitgliedern variiert und die hauptsächlich eigene Werke spielt. Er ist ein häufiger Begleiter von Jeanne Trevor und war von 1995 bis 2004 Mitglied des Quartetts von Willie Akins sowie von 2001 bis 2006 Mitglied des Trios von Ptah Williams. Weiterhin begleitete er Freddie Washington, Mae Wheeler, Paul DeMarinis, Dave Black, Gary Sykes, Kenny Rice und Rob Block. Außerdem wurde er für Musiktheaterproduktionen herangezogen. Mit Janusz Muniak, Joachim Mencel und Harry Tanschek entstand das Album Contemplation (2015).
Hombracht spielte zudem mit Billy Higgins, Andrew Hill, John Hicks, Richie Cole, Herb Jeffries, Petula Clark, Eddie Harris, Gary Foster, Vinnie Golia, Bobby Shew, Don Preston, Ray Pizzi, Jay Migliori, Gary Wittner, Howard Johnson, Mark Elf, Dick de Graaf, Willie Matthews und Chuck McPherson.
Hombracht ist außerordentlicher Professor für Jazzstudien an der Webster University in St. Louis. Er hat außerdem mehrere Bass-Meisterkurse und Jazz- bzw. Improvisation-Workshops in den USA und in Europa geleitet. Zwischen 2008 und 2014 war er künstlerischer Leiter der International Summer Jazz Academy in Krakau.